# Mistrovství Evropy v zápasu řecko-římském 1980
Mistrovství Evropy v zápasu řecko-římském 1980 se konalo v Prievidzi, Československo.

## Výsledky

### Muži
| Kategorie | Zlato                | Stříbro             | Bronz              |
| --------- | -------------------- | ------------------- | ------------------ |
| 48 kg     | Roman Kierpacz       | Žaksilik Uškempirov | Totio Andonov      |
| 52 kg     | Vachtang Blagidze    | Rolf Krauß          | Mladen Mladenov    |
| 57 kg     | Vitalij Konstantinov | Benni Ljungbeck     | Julien Mewis       |
| 62 kg     | Nelson Davidjan      | Ryszard Świerad     | Ion Păun           |
| 68 kg     | Ștefan Rusu          | Anatolij Kravčenko  | Tapio Sipilä       |
| 74 kg     | Nedko Nedev          | Mikko Huhtala       | Vjačeslav Mkrtyčev |
| 82 kg     | Gennadij Korban      | Leif Andersson      | Pavel Pavlov       |
| 90 kg     | Igor Kanygin         | Frank Andersson     | Stojan Nikolov     |
| 100 kg    | Georgi Rajkov        | Vasile Andrei       | József Farkas      |
| +100 kg   | Nikola Dinev         | Jevgenij Artiujin   | Prvoslav Ilić      |